# 黑斑高原鳅
黑斑高原鳅（学名：Triplophysa strauchii）为輻鰭魚綱鯉形目條鳅科高原鳅属的鱼类，又稱新疆高原鰍，俗名黑斑条鳅。分布于伊塞克湖、巴尔喀什湖、阿拉湖和斋桑湖以及新疆北部的伊犁河、额敏河、博乐塔拉河、玛纳斯河和乌鲁木齐河等，體長可達25公分。该物种的模式产地在伊犁河。

## 扩展阅读
維基物種上的相關：黑斑高原鳅